# Per Öberg (geolog)

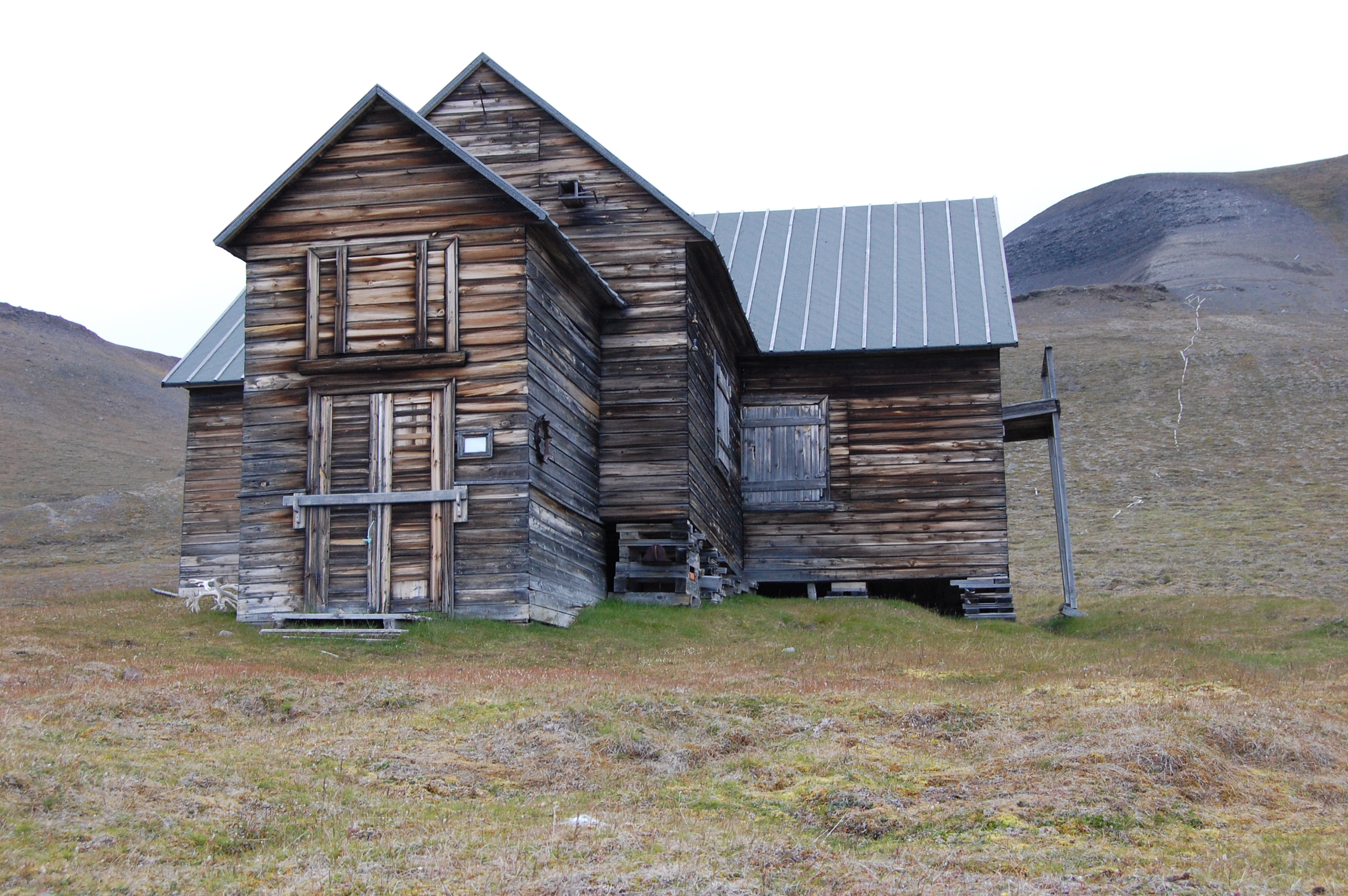
Svenskhuset vid Kap Thordsen vid Isfjorden på Spetsbergen, uppfört 1871.

Per Erik Waldemar Öberg (enligt Sveriges Dödbok Peter), född 30 juni 1842 i Arboga, död 3 februari 1934 i Filipstad, var en svensk geolog och polarforskare.

## Biografi
Öberg blev student vid Uppsala universitet 1861. Han avlade filosofie kandidatexamen 1871 i mineralogi, geologi, zoologi och kemi. Öberg disputerade 1872 på avhandlingen Kemisk och mineralogisk undersökning af eukrit från Rådmansön i Upland. Han var amanuens på universitetet 1866–1868 och 1871–1872 samt docent i mineralogi och geologi 1872–1873.
Öberg var bergsingenjör i Fagersta 1873–1874 och flyttade 1875 till Filipstad för att bli ingenjör vid Persbergs gruvor 1875–1888. Han var lärare vid Bergsskolan i Filipstad 1888–1890 och skolans föreståndare 1891–1901. Öberg var brandchef i Filipstads stad 1890–1907 samt gruvingenjör och senare bergmästare i Västra distriktet 1893–1910. Han var stadsfullmäktiges ordförande i Filipstad 1891–1906 och senare tillförordnad stadsingenjör i Filipstad 1914–1926. Öberg blev riddare av Vasaorden 1907.

## Polarfarare
Per Öberg gjorde två polarfärder, först i Adolf Erik Nordenskiölds Svenska Grönlandsexpeditionen 1870 som zoolog med bland annat fossilsamlande.
Den andra polarfärden var till Spetsbergen 1872 med syfte att som kemist och geolog vidare undersöka en fosforitfyndighet för AB Isfjorden vid Isfjorden. Detta projekt hade initierats av Adolf Erik Nordenskiöld och stöttats av Oscar Dickson, men visade sig olönsamt och fullföljdes inte. Som minne av projektförberedelserna finns det då uppförda Svenskhuset vid Kap Thordsen.

## Familj
Per Öberg var son till kopparslagarmästaren Per Erik Öberg och Brita Kristina Lundqvist. Han gifte sig 1877 med Augusta Charlotta Almqvist (född 1850). Paret fick fyra döttrar och en son.